# Rijkevorsel
Rijkevorsel là một đô thị ở tỉnh Antwerp. Đô thị này gồm thị trấn Rijkevorsel, Achtel,Sint-Jozef-Rijkevorsel và Gammel. Tại thời điểm ngày 1 tháng 1 năm 2006, Rijkevorsel có dân số 10.674 người. Tổng diện tích là 46,79 km² với mật độ dân số là 228 người trên mỗi km².

## Cư dân nổi bật
- AC ZImi, nhà văn
- Aster Berkhof, nhà văn
- Leo Pleysier, nhà văn